# 大朝由美子
大朝 由美子（おおあさ ゆみこ）は、日本の女性天文学者。専門は太陽系外惑星、褐色矮星及び星形成領域の研究。埼玉大学准教授。

## 来歴・業績
出身地は「東京都と兵庫県の半分ずつ」と称している。生年は非公開。1996年に東京大学理学部天文学科を卒業。2001年に東京大学大学院理学系研究科天文学専攻博士課程修了。
大学院を修了した年の2001年にハワイの国立天文台すばる望遠鏡で星形成領域S106をとらえて注目された。大学院修了後宇宙開発事業団（現・宇宙航空研究開発機構）、神戸大学、国立台湾師範大学等を経て埼玉大学教育学部准教授。
2006年6月29日にも彼女の参加するチームがすばるでこれまで見られなかったバナナ状の形をした原始惑星系円盤を発見した。
2009年7月22日の日食では鹿児島大学水産学部の練習船かごしま丸を利用した共同観測に参加した。
誠文堂新光社から発行されている天文雑誌『天文ガイド』で『14ばんめの月』という連載ページを持っている。
趣味は野球観戦。
埼玉大学では、地学や天文学と言った授業を開講している。